# Kataloniens MotoGP 2007
Kataloniens MotoGP 2007 var ett race som kördes den 10 juni 2007 på Circuit de Catalunya.

## MotoGP
Valentino Rossi var snabbast i kvalet före, något oväntat, Kawasakis Randy de Puniet som trots skadat knä länge ledde kvalet trots de få varv han orkade köra. Racet utvecklades till kamp mellan tre förare, Casey Stoner, Rossi och Dani Pedrosa där Stoner till slut drog det längsta strået och befäste sin VM-ledning. En unik händelse var att de fem första platserna vanns av fem olika fabrikanter. Loppet kom att kommas ihåg som 2007 års bästa, då det hela tiden var tre förare som slogs om positionen i toppen hela vägen in och med avgörande på sista varvet. Även Rossis omkörning på Stoner i den sista högfartskurvan kommer kommas ihåg, även om Stoner enkelt kunde ta tillbaka ledningen från Rossi och köra ifrån honom under det sista varvet.
Racerapport på crash.net

### Resultat
| Plats | Förare            | Märke    | Grid | Kvaltid  |
| ----- | ----------------- | -------- | ---- | -------- |
| 1     | Casey Stoner      | Ducati   | 4    | 1.42,117 |
| 2     | Valentino Rossi   | Yamaha   | 1    | 1.41,840 |
| 3     | Dani Pedrosa      | Honda    | 3    | 1.42,002 |
| 4     | John Hopkins      | Suzuki   | 5    | 1.42,233 |
| 5     | Randy de Puniet   | Kawasaki | 2    | 1.41,901 |
| 6     | Loris Capirossi   | Ducati   | 17   | 1.43,948 |
| 7     | Chris Vermeulen   | Suzuki   | 11   | 1.42,967 |
| 8     | Alex Barros       | Ducati   | 14   | 1.43,722 |
| 9     | Marco Melandri    | Honda    | 9    | 1.42,623 |
| 10    | Colin Edwards     | Yamaha   | 6    | 1.42,283 |
| 11    | Nicky Hayden      | Honda    | 7    | 1.42,522 |
| 12    | Makoto Tamada     | Yamaha   | 16   | 1.43,947 |
| 13    | Alex Hofmann      | Ducati   | 10   | 1.42,860 |
| 14    | Sylvain Guintoli  | Yamaha   | 13   | 1.43,557 |
| 15    | Shinya Nakano     | Kawasaki | 12   | 1.43,334 |
| 16    | Kenny Roberts Jr. | KR-Honda | 18   | 1.44,263 |
| 17    | Carlos Checa      | Honda    | 15   | 1.43,729 |
| 18    | Kurtis Roberts    | KR-Honda | 19   | 1.45,223 |
| 19    | Toni Elías        | Honda    | 8    | 1.42,607 |

### Pole Position och Snabbaste varv
| Pole Position   | Tid      | Snabbaste varv | Tid      |
| --------------- | -------- | -------------- | -------- |
| Valentino Rossi | 1.41,840 | John Hopkins   | 1.43,242 |